# Synagris bimaculata
Synagris bimaculata är en stekelart som beskrevs av Maidl 1914. Synagris bimaculata ingår i släktet Synagris och familjen Eumenidae. Inga underarter finns listade i Catalogue of Life.